# Warcisław III de Poméranie
Warcisław III de Poméranie (en polonais Warcisław III Pomorski, en allemand Wartislaw III. von Pommern) est né vers 1210 et est décédé le 17 mai 1264. Il est co duc de Poméranie occidentale.
Warcisław est le fils de Casimir II de Poméranie. Lorsque son père meurt en 1219, Warcisław est trop jeune pour régner. Sa mère, une princesse danoise, a sans doute exercé la régence jusqu’en 1226. À cette époque, la Poméranie occidentale est un fief danois. L’emprisonnement du roi Valdemar II de Danemark en 1223 et la défaite du Danemark lors de la bataille de Bornhöved en 1227 ruinent à jamais les espoirs danois de domination de la Baltique.
Warcisław partage le pouvoir avec son cousin Barnim Ier le Bon. Alors que Warcisław réside à Demmin, Barnim habite sur l’île d’Usedom avant de transférer son siège à Szczecin en 1235. Warcisław essaie de nouer de bonnes relations avec les ducs de Grande-Pologne. 
En 1234, Warcisław repousse une tentative danoise de reconquête de la Poméranie occidentale. Cependant, deux ans plus tard, le Brandebourg s’empare de l’ouest du duché de Warcisław. Celui-ci est contraint de reconnaitre la suzeraineté du margrave de Brandebourg. 
Vers 1258, Warcisław, qui portait le titre de duc des Cachoubes (dux Cassucorum), soutenu par Boleslas le Pieux, envahit la Poméranie orientale. Il est repoussé par Świętopełk II.
Au cours de son règne, de nombreux colons allemands s’installent sur son territoire. Warcisław accorde le droit de Lübeck à Greifswald (1250), à Demmin (vers 1250), à Stavenhagen (1252), à Kołobrzeg (1255) et à Gryfice (1262).
Lorsque Warcisław III meurt en 1264, Barnim le Bon s’affranchit du Brandebourg et réunifie la Poméranie occidentale sous son autorité.
Warcisław a épousé Sophie dont on ne connait pas l’origine. Le couple n’a pas eu d’enfant. 

## Sources
- (pl) Cet article est partiellement ou en totalité issu de l’article de Wikipédia en polonais intitulé « Warcisław III » (voir la liste des auteurs).,

- (de) Cet article est partiellement ou en totalité issu de l’article de Wikipédia en allemand intitulé « Wartislaw III. » (voir la liste des auteurs).,